# ロバート・ディグビー (第3代ディグビー男爵)
第3代ディグビー男爵ロバート・ディグビー（英語: Robert Digby, 3rd Baron Digby、1654年4月30日 – 1677年12月29日）は、イングランド王国の政治家、アイルランド貴族。1677年に庶民院議員に当選したが、一度も登院しないまま同年に死去した。

## 生涯
第2代ディグビー男爵キルデア・ディグビーと妻メアリー（Mary、旧姓ガーディナー（Gardiner）、1692年12月23日没、ロバート・ガーディナーの娘）の次男（長男ロバートは1653年4月22日に生まれ、7月11日に夭折）として、1654年4月30日に生まれた。1661年7月11日に父が死去すると、ディグビー男爵位を継承、同時にコーゾルの地所やアイルランドでの領地（両者合わせて年収約3,500ポンドを得られる）を継承した。1670年11月6日にオックスフォード大学モードリン・カレッジに入学した。1673年から1676年まで海外を旅した後、1676年7月11日にM.A.の学位を修得した。
1677年5月、第5代ブルック男爵フルク・グレヴィルの支持を得てウォリック選挙区から出馬、当選を果たした。しかし、ディグビー男爵は議会に一度も登院しないまま、1677年12月29日に死去、コーゾルで埋葬された。生涯未婚であり、弟サイモンが爵位を継承した。